# Cowboyul de la miezul nopții
Cowboyul de la miezul nopții (titlu original: în engleză Midnight Cowboy) este un film american de dramă din 1969, bazat pe romanul cu același nume din 1965 de James Leo Herlihy. Scenariul filmului a fost scris de Waldo Sare. Acesta a fost regizat de John Schlesinger, și îi are în rolurile principale pe Jon Voight și Dustin Hoffman.
Filmul a câștigat trei Premii Oscar: Cel mai bun film, Cel mai bun regizor și Cel mai bun scenariu adaptat, dar și un premiu și 5 nominalizări la Globul de Aur și 6 premii și o nominalizare BAFTA.

## Prezentare
Naivul texan Joe Buck este chipeș, încrezător în sine și se îmbracă ca un cowboy. După ce și-a părăsit slujba de spălător de vase într-o cafenea, el decide să meargă la New York cu visul de a deveni gigolo. Cu toate acestea, la New York, totul se dovedește a fi mult mai complicat decât credea, visul de a avea o carieră dispare și se trezește pe drumuri.
La un moment dat, Joe se întâlnește cu un șmecher Ratso Rizzo, un cerșetor fără adăpost, care se oferă să-i facă cunoștință cu proxeneți influenți, iar Joe crede că totul va fi bine, dar Ratso îl înșeală. Câteva zile mai târziu, Joe și Ratso se întâlnesc din nou întâmplător. Joe era gata să-l bată pe Ratso, dar îi era milă de el. La rândul său, Ratso, dintr-un anumit motiv, simte, de asemenea, simpatie pentru Joe și îl invită să-și petreacă noaptea în locuința sa dintr-o casă abandonată. Joe rămâne să trăiască cu Ratso, pe neașteptate ei devin prieteni.
Agilul și vicleanul Ratso încearcă acum să-i aranjeze lui Joe o carieră de gigolo, dar până reușește să rezolve ceva, Ratso ajunge să fie grav bolnav. Joe devine donator de sânge, este de acord să se prostitueze, chiar participă la un jaf pentru a-l ajuta pe Ratso să se facă bine, dar totul este inutil.
Încercând să împlinească ultimul vis al lui Ratso, îl duce în Florida cu ultimii săi bani, dar Ratso moare pe drum, în autobuz.

## Distribuție
- Jon Voight - Joe Buck
- Dustin Hoffman - Enrico Salvatore „Ratso” Rizzo
- Sylvia Miles - Cass
- John McGiver - Dl. O'Daniel
- Brenda Vaccaro - Shirley
- Barnard Hughes - Towny
- Ruth White - Sally Buck
- Jennifer Salt - Annie
- Gilman Rankin - Woodsy Niles
- Georgann Johnson - Rich Lady
- Anthony Holland - Episcop TV
- Bob Balaban - student

## Primire

### Premii
| Premiu                                        | An   | Categorie                                     | Destinatar        | Rezultat     |
| --------------------------------------------- | ---- | --------------------------------------------- | ----------------- | ------------ |
| Premiile Oscar (ed. a 42-a)                   | 1970 | cel mai bun film                              | Jerome Hellman    | Câștigat     |
| Premiile Oscar (ed. a 42-a)                   | 1970 | cel mai bun regizor                           | John Schlesinger  | Câștigat     |
| Premiile Oscar (ed. a 42-a)                   | 1970 | cel mai bun actor                             | Dustin Hoffman    | Nominalizare |
| Premiile Oscar (ed. a 42-a)                   | 1970 | cel mai bun actor                             | Jon Voight        | Nominalizare |
| Premiile Oscar (ed. a 42-a)                   | 1970 | cea mai bună actriță în rol secundar          | Sylvia Miles      | Nominalizare |
| Premiile Oscar (ed. a 42-a)                   | 1970 | cel mai bun scenariu adaptat                  | Waldo Salt        | Câștigat     |
| Premiile Oscar (ed. a 42-a)                   | 1970 | cel mai bun montaj                            | Hugh A. Robertson | Nominalizare |
| Premiile BAFTA (ed. a 23-a)                   | 1970 | cel mai bun film                              | Jerome Hellman    | Câștigat     |
| Premiile BAFTA (ed. a 23-a)                   | 1970 | cel mai bun regizor                           | John Schlesinger  | Câștigat     |
| Premiile BAFTA (ed. a 23-a)                   | 1970 | cel mai bun actor                             | Dustin Hoffman    | Câștigat     |
| Premiile BAFTA (ed. a 23-a)                   | 1970 | Most Promising Newcomer to Leading Film Roles | Jon Voight        | Câștigat     |
| Premiile BAFTA (ed. a 23-a)                   | 1970 | cel mai bun scenariu                          | Waldo Salt        | Câștigat     |
| Premiile BAFTA (ed. a 23-a)                   | 1970 | cel mai bun montaj                            | Hugh A. Robertson | Câștigat     |
| Festivalul Internațional de Film de la Berlin | 1969 | Golden Bear                                   | John Schlesinger  | Nominalizare |
| Festivalul Internațional de Film de la Berlin | 1969 | OCIC Award                                    |                   | Câștigat     |
| Premiul David di Donatello                    | 1970 | Best Foreign Director                         | John Schlesinger  | Câștigat     |
| Premiul David di Donatello                    | 1970 | David di Donatello for Best Foreign Actor     | Dustin Hoffman    | Câștigat     |
| New York Film Critics Circle                  | 1969 | Best Actor                                    | Jon Voight        | Câștigat     |
| Directors Guild of America                    | 1969 | Outstanding Directing                         | John Schlesinger  | Câștigat     |
| Premiile Sindicatului Scenariștilor Americani | 1969 | Best Adapted Screenplay                       | Waldo Salt        | Câștigat     |

## Legături externe
- Midnight Cowboy la Internet Movie Database
- Midnight Cowboy la TCM Movie Database
- Midnight Cowboy la Allmovie
- Midnight Cowboy la Rotten Tomatoes